# Dálniční křižovatka Hulín
Dálniční křižovatka Hulín, zvaná též Moravská křižovatka, je mimoúrovňová křižovatka u Hulína ve Zlínském kraji. Kříží se zde dálnice D1 s dálnicemi D55 a D49.
Nachází se v severní části katastru města Hulín a leží v nadmořské výšce 200 m n. m.
Po této dálniční křižovatce dosud není vedena žádná evropská silnice. Po dokončení dálnice D1 kolem Přerova tudy povede alternativní trasa pro silnici E462 (mimo Olomouc a dálnici II. třídy D46). Po zprovoznění D49 a návazné rychlostní komunikace na Slovensko by sem mohla být převedena páteřní evropská silnice E50.

## Historie výstavby
Zprovoznění dálniční křižovatky je postupné ve třech etapách. Dne 3. prosince 2010 byla zprovozněno napojení dálnice D1 od západu směr Brno a dálnice D55 (tehdy ještě jako R55) od jihu směr Otrokovice a Zlín. Celkové dokončení a zprovoznění dne 11. července 2011 propojilo prvně otevřenou část s pokračováním dálnice D1 severním směrem na Přerov a Ostravu. Po dobudování dálnice D49 bude zprovozněno napojení této dálnice, které je stavebně hotové, avšak zatím nevyužité.

## Dálniční výjezdy
Exit 265 - dálniční výjezd na D1 ve směru od Brna, slouží k odbočení na D55 > Otrokovice a D49
Exit 267 - dálniční výjezd na D1 ve směru od Ostravy, slouží k odbočení na D55 > Otrokovice a D49
Exit 16 -  dálniční výjezd na D55 ve směru od Ostravy, slouží k odbočení na D49 (v přípravě)
Exit 16A - dálniční výjezd na D55 ve směru od Otrokovic, slouží k odbočení na D49 (v přípravě)
Exit 16B - dálniční výjezd na D55 ve směru od Otrokovic, slouží k odbočení na D1 > Brno
Exit 1A - dálniční výjezd na D49 ve směru od východu, slouží k odbočení na D55 >  Otrokovice (v přípravě)
Exit 1B - dálniční výjezd na D49 ve směru od východu, slouží k odbočení na D1 > Ostrava (v přípravě)
Exit 1C - dálniční výjezd na D49 ve směru od východu, slouží k odbočení na D1 > Brno (v přípravě)